# La Ruelle du péché
Pour plus de détails, voir Fiche technique et Distribution.
La Ruelle du péché (Glory Alley) est un film américain réalisé par Raoul Walsh, sorti en 1952.

## Synopsis
À La Nouvelle-Orléans, Socks Barbarossa, un jeune boxeur, combat pour un titre de champion mais quitte soudainement le ring, sans explication. Il affirme ensuite ne plus jamais vouloir combattre. Il passe alors pour un lâche auprès du "Juge", le père de sa petite amie Angela, et se voit refuser la permission de l'épouser. Mais Socks est mobilisé en Corée : après son retour et malgré la gloire qu'il a obtenu par sa vaillance au combat, le Juge refuse toujours de lui accorder la main de sa fille.

## Fiche technique
- Titre original : Glory Alley
- Titre français : La Ruelle du péché
- Réalisation : Raoul Walsh
- Scénario et histoire : Art Cohn
- Direction artistique : Malcolm Brown et Cedric Gibbons
- Décors : Edwin B. Willis, Keogh Gleason
- Costumes : Helen Rose
- Photographie : William H. Daniels
- Son : Douglas Shearer
- Musique : Pete Rugolo
- Montage : Gene Ruggiero
- Production : Nicholas Nayfack
- Société de production : Metro-Goldwyn-Mayer
- Société de distribution : Loew's Inc.
- Pays de production :  États-Unis
- Langue : anglais
- Format : Noir & blanc —  1,37:1 - Son : Mono (Western Electric Recording)
- Genre : Drame, Guerre
- Durée : 79 minutes
- Dates de sortie : 
  - États-Unis : 4 juin 1952 (première à Los Angeles)
  - France : 18 septembre 1953

## Distribution
- Ralph Meeker : Socks Barbarossa
- Leslie Caron : Angela Evans
- Kurt Kasznar : Gus "Le Juge" Evans
- Gilbert Roland : Peppi Donato
- John McIntire : Gabe Jordan / le narrateur
- Louis Armstrong : Shadow Johnson
- Dan Seymour : Sal Nichols
- Larry Gates : Docteur Robert Ardley
- Larry Keating : Philip Louis Bennson
- Emile Meyer : le général
- Jack Teagarden : lui-même
- Pat Goldin : Jabber
- John Indrisano : "Spider"
- Mickey Little : Domingo
- Dick Simmons : Dan
- Pat Valentino : Terry Waulker
- David McMahon : Frank, le policier
- George Garver : Addams

Acteurs non crédités :
- King Donovan : un employé du téléphone
- Don Haggerty : un joueur

## Chansons du film
- "Glory Alley" : musique de Jay Livingston, lyrics de Mack David
- "St. Louis Blues" : paroles et musique de W. C. Handy
- "Jolie Jacqueline" : paroles et musique de Joseph Wolf Warfield
- "That's What the Man Said" : paroles et musique de Willard Robison